# Публилий Волерон
Публилий Волерон (на латински: Publilius Volero) е политик на ранната Римска република през 5 век пр.н.е. Той е римски народен трибун през 472 и 471 пр.н.е. и автор на закона Lex Publilia Voleronis.

## Биография
Произлиза от фамилията Публилии. Син е на обикновен войник.
През 473 пр.н.е. той става центурион и ликтор. Служи при консулите Вописк Юлий Юл и Луций Емилий Мамерк, който е говорител в сената за земеделския закон на Спурий Касий Вецелин. Волерон се проявява в Курията.
През 472 пр.н.е. обикновеният войник Публилий Волерон е избран за народен трибун по време на консулата на Публий Фурий Медулин Фуз и Луций Пинарий Мамерцин Руф.
През 472 пр.н.е. Волерон изработва закона Lex Publilia Voleronis. През 471 пр.н.е. по време на консулата на Апий Клавдий Крас Инрегиленсис Сабин и Тит Квинкций Капитолин Барбат той е народен трибун с Гай Леторий. Въпреки опозицията, Сенатът приема закона на Волерон Lex Publilia Voleronis de tribunis plebis.
Те създават Плебейски концил („Concilium Plebis). Леторий и Волерон дават заявка, числото на трибуните да се увеличи на 5; разрешена е накрая една четиричленна колегия.